# 赵家镇 (金堂县)
赵家镇，是中华人民共和国四川省成都市金堂縣下辖的一个乡镇级行政单位。

## 行政区划
赵家镇下辖以下地区：
阳河街社区、三烈社区、红梁村、莲墩村、石峰村、翻山堰村、平水桥村、金山村、天星洞村和碧山村。